# Buxières-lès-Villiers
Buxières-lès-Villiers è un comune francese di 295 abitanti situato nel dipartimento dell'Alta Marna nella regione del Grand Est.

## Società

### Evoluzione demografica
Abitanti censiti